# LM.C
LM.C (Lovely-Mocochang.Com) est un groupe de visual kei japonais créé par maya et Aiji (ancien guitariste de Pierrot).

## Histoire
Le groupe a débuté en 2003. À cette époque, maya (déjà remarqué aux côtés de Miyavi) aurait initialement formé un groupe avec un autre musicien. Pendant les débuts du groupe, Aiji (guitariste de Pierrot) prête main-forte pour quelques représentations mais n'est alors que simple guitariste de session. Ce n'est que plus tard qu'il finit par rejoindre officiellement le groupe.
Lovely-Mocochang tourne particulièrement autour de ses deux membres fondateurs : Aiji (à la guitare) et maya (chant et guitare).
À partir de l'été 2006, le groupe commence à faire parler de lui par le biais d'apparitions à la télévision japonaise (Beat Shuffle, LFX, Music on tv ...) et dans divers magazines musicaux (Shoxx, Arena, ZY ...).
Le groupe n'a alors pas encore sorti de CD.
Le premier single Trailers sort officiellement le 4 octobre 2006 et marque l'entrée du groupe en Major chez Pony Canyon. Il est composé de deux singles distincts : Trailers (Gold) et Trailers (Silver). Chacune des variantes dispose de morceaux différents.
Ils se classent dès leur sortie respectivement en 13e et 16e place de l'Oricon Charts.
Le morceau Little Fat Man boy sert alors de générique de fin à l'émission Kid's News sur Asahi TV.
Le groupe tourne alors dans tout le Japon et sort en parallèle un second single, Oh My Juliet, le 31 janvier 2007.
Le premier mini-album Glitter Loud Box (composé uniquement de singles déjà sortis) sort quant à lui le 7 mars 2007, toujours durant leur tournée de concerts. L'album est suivi par le single Boys & Girls. Boys & Girls servira de second opening à l'anime Kateikyoushi Hitman Reborn. Mais aussi la chanson 88 qui servira de quatrième opening à l'anime.
LM.C entame par la suite une nouvelle tournée de novembre 2007 à mars 2008 : LM.C Club Circuit'07-08.
Une seconde tournée, Strong pop World tour, a eu lieu en mai-juin 2012 pour la promotion de leur dernier album et de leur dernière chanson Ah hah!.

## Formation

### Membres actuels
- maya (s'écrit sans majuscule) (Yamazaki Masahito) : Chant et guitare.
- Aiji (Mizui Shinji) : Guitare

### Membres de session
- Kenji Suzuki : Basse
- yu-ya : Batterie
- jun : Claviers
- Denki-man : DJ

## Discographie

### Albums
- Glitter Loud Box (7 mars, 2007)
- GIMMICAL☆IMPACT!! (5 novembre, 2008) [sortie en France : Janvier 2009]
- 「SUPER GLITTER LOUD BOX」 (5 novembre, 2008)
- Wonderful Wonderholic (3 mars, 2010)
- Strong Pop (4 avril, 2012)
- Future Sensation (2018)
- 怪物園(6 avril, 2022)

### Singles
- "Trailers (Gold)" (4 octobre, 2006)
- "Trailers (Silver)" (4 octobre, 2006)
- "Oh My Juliet." (31 janvier, 2007)
- "Boys & Girls" (23 mai, 2007) (2nd Opening de Reborn!)
- "Liar Liar/Sentimental Piggy Romance" (10 octobre, 2007)
- "Bell the Cat" (12 décembre, 2007)
- "John" (20 février, 2008)
- "88" (4 juin, 2008) (4e Opening de Reborn!)
- "Punky HEART" (20 mai, 2009)
- "Ghost HEART" (4 novembre, 2009)
- "Let Me' Crazy" (27 octobre, 2010)
- "Super Duper Galaxy" (à l'origine le 30 mars 2011, mais repoussé au 18 mai 2011)
- "Hoshi no Arika" (27 juillet, 2011) (1er Opening de Nurarihyon no mago : sennen makyô)
- "The love song" (octobre 2011) (2e Opening de Nurarihyon no mago : sennen makyô)
- "AH HAH !" (22 février, 2012)
- "DOUBLE DRAGON" (28 novembre, 2012)
- "JOKER" (1 novembre, 2023)

### Compilations
- Luna Sea Memorial Cover Album (19 décembre 2007)
- ☆★Best the LM.C☆★ 2006-2011 Singles (12 octobre 2011)

### DVD
- LM.C The Videos (4 juin 2008)
- Rock the Party '08 (17 septembre 2008)